# Кюлан (замок)
Замок Кюлан (фр. le château de Culan) — средневековая крепость, расположенная на территории коммуны Кюлан в департаменте Шер французского региона Центр. Замок входит в список исторических памятников Франции.

## История
Замок построен на скалистом уступе, возвышающемся над долиной реки Арнон. Первоначально здесь находилась деревянная крепость, которая была полностью разрушена в X веке. Новый замок был осажден и разрушен в 1188 году Филиппом Августом.
Крепость, которая сохранилась до сих пор, начала строиться в конце XII — начале XIII веков. И это строительство продолжалось вплоть до XV века. В эпоху Возрождения замок лишь незначительно перестраивался (например, окна). Во время Фронды в 1651 году крепость, принадлежавшая Джулио Мазарини, была частично разрушена — пострадали верхняя часть донжона и стены.
Замок в своё время принадлежал адмиралу Кюлана (1360—1444), Максимильену де Бетюн, герцогу Сюлли (1599—1621) и принцам Конде.
Во время Революции территория замка была поделена между несколькими семьями, при том что замок был национализирован и продан как государственная собственность.
2 июня 1956 года замок вошел в список исторических памятников Франции. В своё время в этих стенах побывали Жанна д’Арк, Людовик XI, герцог Сюлли, мадам де Севинье, Жорж Санд и Эрнест Ренан.

## Современное состояние
Замок находится в хорошем состоянии. Он был значительно отреставрирован в 1950—1980 года его владельцем Жаном Феррагю (Jean Ferragut), который неоднократно устраивал в замке выставки (Пикассо, Бернар Бюффе, фламандские гобелены и т. д.). В замке сохранились деревянные галереи, с которых в свое время, обороняющиеся воины забрасывали осаждающих камнями, и камины обустроенные здесь еще в XV веке. Вокруг замка в XX веке были разбиты «средневековые» сады.
Сегодня замок принадлежит отцу и сыну Жан-Пьеру и Эдуарду Марки (Jean Pierre Marquis и Edouard Marquis).